# Cornelius Müller
Cornelius Friedrich Gottfried Müller (* 4. November 1793 in Hamburg; † 6. Juni 1879 in Wandsbek) war ein deutscher Klassischer Philologe und Gymnasiallehrer.

## Leben

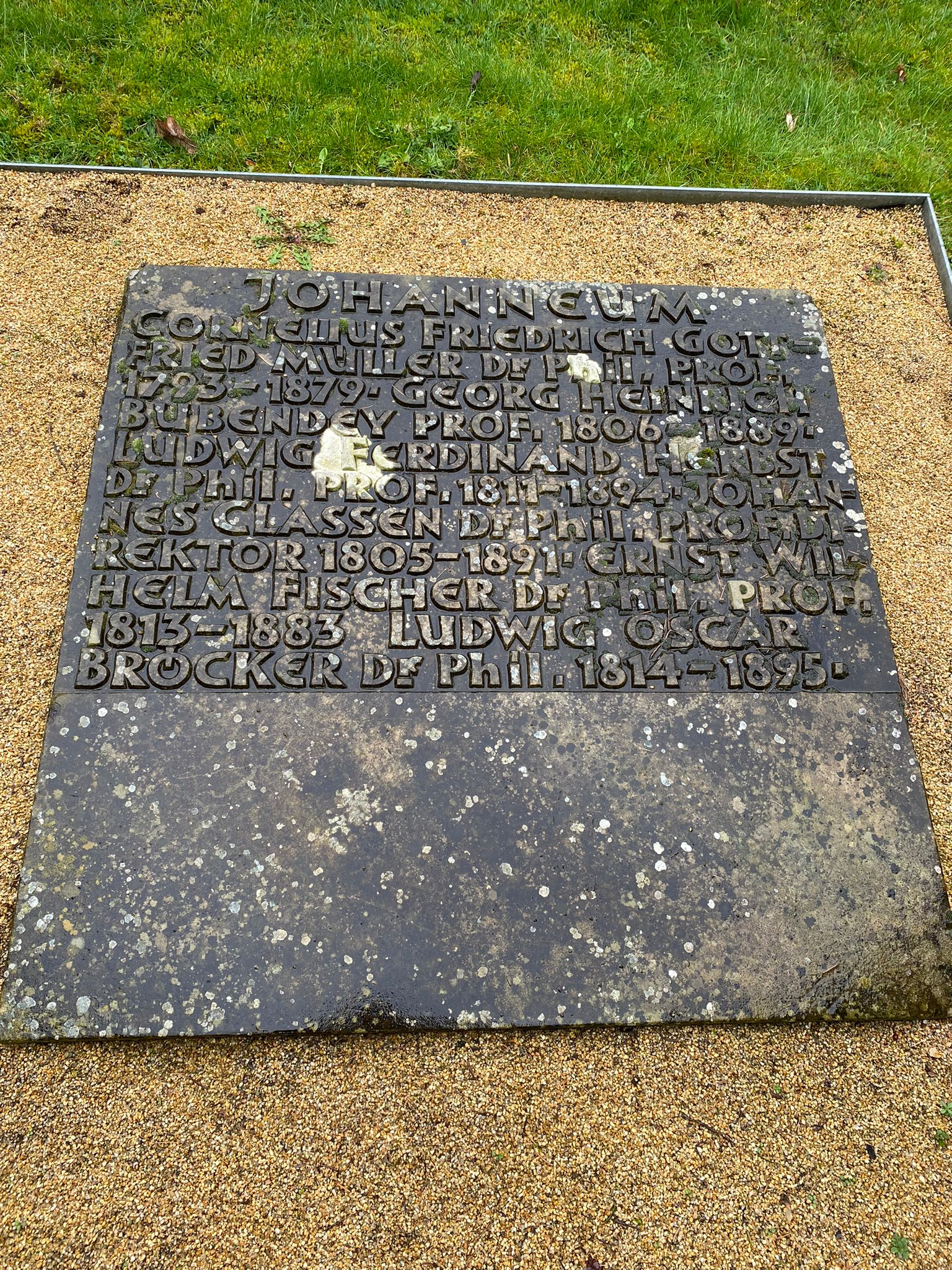
Sammelplatte „Johanneum“ auf dem Friedhof Ohlsdorf

Müller war Sohn eines Buchdruckers. Er wurde 1802 an der Gelehrtenschule des Johanneums aufgenommen. Dort stand er unter dem Einfluss von Johann Gottfried Gurlitt. Nach seinem Abschluss 1811 studierte er für ein Jahr am Akademischen Gymnasium in Hamburg, bevor er 1812 zum Studium der Theologie und Philologie an die Universität Göttingen ging. 1813 wechselte er an die Universität Kiel, kehrte kurzzeitig nach Hamburg zurück, wo er an einer öffentlichen Bibliothek beschäftigt war. 1814 ging er zum weiteren Studium an die Universität Leipzig, bevor er 1815 eine Stelle als Hilfslehrer für Latein an der Leipziger Thomasschule erhielt. 1816 wurde er schließlich an der Universität Halle zum Dr. phil. promoviert.
Müller kehrte im September 1816 als Collaborator an die Gelehrtenschule des Johanneums. Zu Ostern 1819 wurde er dort zum Professor ernannt. 1840 verlieh ihm die Universität Rostock die theologische Ehrendoktorwürde (Dr. theol. h.c.). Von 1861 bis 1863 führte er nach Friedrich Karl Krafts Abgang die Gelehrtenschule. 1864 übernahm er nach Theodor Kocks Weggang nochmals die Schulleitung, bevor er 1868 in den Ruhestand ging.
Müller zog sich für seinen Ruhestand in der Stadt Wandsbek zurück. Begraben wurde er auf dem Hamburger Petrikirchhof. 1896 wurde er auf den Althamburgischen Gedächtnisfriedhof auf dem Friedhof Ohlsdorf umgebettet. Dort wird auf der Sammelplatte „Johanneum“ an Müller erinnert.

## Schriften (Auswahl)
- Explanatio Brevis Psalmi Sexagesimi Noni , Müller, Hamburg 1812.
- Lateinische Interpretation einiger Stellen aus Juvenal, Hamburg 1830.
- (Hrsg.): Johann Gottfried Gurlitt: Archäologische Schriften, Hammerich, Altona 1834.
- Commentatio de locis quibusdam Epistolae Pauli ad Philippenses, Meissner, Hamburg 1843.
- Friedrich Karl Kraft: Real-Schul-Lexikon: Ein Lexikon zum Verständnis der alten Classiker, für die studierende Jugend, 2 Bände, Hammerich, Altona 1848 (2. Auflage, Herold, Hamburg 1864).